# Lomatia
Lomatia es un género de 12 especies de plantas siempreverdes en la familia Proteaceae. En la familia ha sido colocado solo, en su propian subtribu, Lomatiinae de acuerdo a la clasificación de Johnson & Briggs 1975, de la familia y subsecuentemente en Flora de Australia (1995).  Sin embargo, recientes estudios moleculares sugieren su estrecho parentesco con las peras leñosas  Xylomelum.
Tiene una distribución en todas las áreas costeras al océano Pacífico,  con miembros nativos del este de Australia y el sur de Sudamérica, formando una parte de la flora Antártica. Tiene especies desde arbustos prostrados de menos de 5 dm de altura a pequeños árboles de 12 m de talla. 

## Especies selectas
- Lomatia arborescens - este de Australia.
- Lomatia dentata - "avellanillo", "piñol" (Chile).
- Lomatia ferruginea - "fuinque", "huinque" (Chile).
- Lomatia fraseri - este de Australia.
- Lomatia fraxinifolia - Queensland.
- Lomatia hirsuta - "radal" (Chile, Argentina).
- Lomatia ilicifolia - este de Australia.
- Lomatia myricoides - sudeste de Australia.
- Lomatia polymorpha - Tasmania.
- Lomatia silaifolia - este de Australia.
- Lomatia tasmanica "acebo del rey" (Lomatia real) - Tasmania.
- Lomatia tinctoria - Tasmania.